# أرندت سيمون
أرندت سيمون (بالألمانية: Arndt Simon)‏ هو كيميائي ألماني، ولد في 14 يناير 1940 في درسدن في ألمانيا.